# Епархије Српске православне цркве
Епархије Српске православне цркве су главне црквеноадминистративне јединице у Српској православној цркви.
Непосредни поглавар епархије је епархијски архијереј. Главни је представник и руководилац свега црквено-духовног живота и црквеног поретка у епархији. Своју црквенојерархијску власт врши самостално, а црквеносамоуправне послове у заједници са свештенством и народом. Епархију чине архијерејска намјесништва, црквене општине, парохије и манастири.

## Епархије
|    | Назив                                      | Сједиште           | Епископ                      | Викарни епископ |
| 1  | Архиепископија београдско-карловачка       | Београд            | патријарх српски Порфирије   | Стефан Шарић Алексеј Богићевић Иларион Лупуловић Доситеј Радивојевић Петар Богдановић Тихон Ракићевић Никон Цветићанин |
| 2  | Митрополија дабробосанска                  | Сарајево Соколац   | митрополит Хризостом Јевић   | |
| 3  | Митрополија загребачко-љубљанска           | Загреб             | администратор Кирило Бојовић | |
| 4  | Митрополија црногорско-приморска           | Цетиње             | митрополит Јоаникије Мићовић | Пајсије Ђерковић |
| 5  | Епархија банатска                          | Вршац              | Никанор Богуновић            | |
| 6  | Епархија бањалучка                         | Бања Лука          | Јефрем Милутиновић           | Сава Бундало |
| 7  | Епархија бачка                             | Нови Сад           | Иринеј Буловић               | Дамаскин Грабеж |
| 8  | Епархија бихаћко-петровачка                | Босански Петровац  | Сергије Карановић            | |
| 9  | Епархија браничевска                       | Пожаревац          | Игнатије Мидић               | |
| 10 | Епархија будимљанско-никшићка              | Беране             | Методије Остојић             | |
| 11 | Епархија ваљевска                          | Ваљево             | Исихије Рогић                | |
| 12 | Епархија врањска                           | Врање              | Пахомије Гачић               | |
| 13 | Епархија горњокарловачка                   | Карловац           | Герасим Поповић              | |
| 14 | Епархија далматинска                       | Шибеник            | Никодим Косовић              | |
| 15 | Епархија жичка                             | Краљево            | Јустин Стефановић            | |
| 16 | Епархија захумско-херцеговачка и приморска | Мостар             | Димитрије Рађеновић          | |
| 17 | Епархија зворничко-тузланска               | Бијељина           | Фотије Сладојевић            | |
| 18 | Епархија крушевачка                        | Крушевац           | Давид Перовић                | |
| 19 | Епархија милешевска                        | Пријепоље          | Атанасије Ракита             | |
| 20 | Епархија нишка                             | Ниш                | Арсеније Главчић             | |
| 21 | Епархија осјечкопољска и барањска          | Даљ                | Херувим Ђермановић           | |
| 22 | Епархија пакрачко-славонска                | Пакрац             | Јован Ћулибрк                | |
| 23 | Епархија рашко-призренска                  | Призрен Нови Пазар | Теодосије Шибалић            | |
| 24 | Епархија сремска                           | Сремски Карловци   | Василије Вадић               | |
| 25 | Епархија тимочка                           | Зајечар            | Иларион Голубовић            | |
| 26 | Епархија шабачка                           | Шабац              | Јеротеј Петровић             | |
| 27 | Епархија шумадијска                        | Крагујевац         | Јован Младеновић             | |

## Епархије у дијаспори
|    | Назив                                         | Сједиште               | Епископ                        | Викарни епископ  |
| 1  | Митрополија аустралијско-новозеландска        | Сиднеј                 | Силуан Мракић                  |                  |
| 2  | Епархија аустријска                           | Беч                    | администратор Иринеј Буловић   |                  |
| 3  | Епархија британско-ирска                      | Лондон                 | Нектарије Самарџић             |                  |
| 4  | Епархија будимска                             | Сентандреја            | Лукијан Пантелић               |                  |
| 5  | Епархија буеносајреска                        | Буенос Ајрес           | Кирило Бојовић                 |                  |
| 6  | Епархија диселдорфска и њемачка               | Диселдорф              | Григорије Дурић                | Јован Станојевић |
| 7  | Епархија западноамеричка                      | Алхамбра (Лос Анђелес) | Максим Васиљевић               |                  |
| 8  | Епархија западноевропска                      | Париз                  | Јустин Јеремић                 |                  |
| 9  | Епархија источноамеричка                      | Њујорк Вашингтон       | Иринеј Добријевић              |                  |
| 10 | Епархија канадска                             | Милтон (Хамилтон)      | Митрофан Кодић                 |                  |
| 11 | Епархија новограчаничко-средњозападноамеричка | Чикаго                 | Лонгин Крчо                    | Серафим Балтић   |
| 12 | Епархија скандинавска                         | Стокхолм               | Доситеј Мотика                 |                  |
| 13 | Епархија темишварска                          | Темишвар               | администратор Лукијан Пантелић |                  |
| 14 | Епархија швајцарска                           | Цирих                  | Андреј Ћилерџић                |                  |

## Умировљени епископи
- умировљени епископ средњоевропски — Константин Ђокић (2013),
- умировљени епископ зворничко-тузлански — Василије Качавенда (2013),
- умировљени епископ славонски — Сава Јурић (2013),
- умировљени епископ канадски — Георгије Ђокић (2015),
- умировљени епископ милешевски — Филарет Мићевић (2015),
- умировљени епископ нишки — Јован Пурић (2016).

## Епископски савјети
Епархијски архијереји СПЦ у појединим државама и ширим регионима били су груписани и по територијалном принципу, који је подразумијевао њихово учешће у раду посебних епископских савјета, као црквених тијела која су окупљала све архијереје са неког подручја (држава или регион). Епископски савјети су имали првенствено савјетодавну функцију, а оснивани су ради боље координације међу владикама са одређене територије. Такви савјети нису подразумијевали постојање било каквих облика црквене аутономије, а природу тих тијела је на примјеру Црне Горе описао владика Јоаникије (Мићовић), који је 2021. године нагласио: "Већи значај имају епархије, јер Епископски савјет није регистрован на нивоу државе, а наше епархије постоје као правна лица".
Постојали су сљедећи епископски савјети, који су били оснивани у различитим историјским околностима:
- Епископски савјет СПЦ у Босни и Херцеговини
- Епископски савјет СПЦ у Хрватској
- Епископски савјет СПЦ у Црној Гори
- Епископски савјет СПЦ у Сјеверној и Јужној Америци

Одлуком Светог архијерејског сабора СПЦ из маја 2021. године укинути су епископски савјети на разним подручјима.

## Бивше епархије
- Митрополија либертивилско-чикашка
- Митрополија средњозападноамеричка
- Епархија аустралијско-новозеландска
- Епархија за Америку и Канаду
- Епархија за Аустралију и Нови Зеланд
- Епархија за западну Европу